# Drevni Asini
Drevni Asini (grč. Ἀσίνη ) danas arheološko nalazište u Grčkoj, u prošlosti je bio drevni antički grad na obali Argolide, u Grčkoj. Iako prvi tragovi civilizacije na ovom prostoru potiču još iz neolitskog perioda – arheološki ostaci Drevnog Asinija datiraju se na period bronzanog doba. Grad će ostati zapamćen i po tome što je imao svoju sopstvenu flotu, koja je zajedno sa drugim grčkim gradovima učestvovala u Trojanskom ratu. Trenutno su od ovog drevnog  grada sačuvani fragmenti ruševina iz različitih istorijskih razdoblja: počev od bronzanog doba pa sve do srednjeg veka.

## Položaj i razmeštaj
Smešten je na poluostrvu Peloponez, 8 kilometra jugoistočno od Nafpliona i nešto više od jednog kilometra severoistočno od Tolona, danas, u blizini njegovog novoizgrađenog predgrađa, na visokoj litici na obali Argoskog zaliva, u Grčkoj.
Njegovi ostaci su otkriveni na akropolu, u donjem gradu, u polju severoistočno od akropole i na planini Barbuna. Akropolj i donji grad bili su okruženi helenističkim utvrđenim bedemom sa kulama. Gradska kapija koja je vodila u donji grad, preuređena je u rimsko i venecijansko vreme. Na vrhu akropole nalazi se helenistička presa za masline ili grožđe.

## Istorija
Prva naselja u ovom drevnom gradu datiraju iz 2600 — 1900. godine p. n. e, kada je u doba Mikenske kulture grad bio lučko središte, sa većom flotom brodova. Prvobitna naselje sa ostacima iz ranog, srednjeg, i kasnog heladskog, protogeometrijskog i geometrijskog perioda, napuštena su oko 700. godine p. n. e., da bi ponovo bila naseljena nakon 300. godine p. n. e, u helenističko i rimsko doba.
Mesto pominju Homer, Strabo, Ptolemej, i Pausanias, u opisu Peloponeza,  koji su drevne stanovnike Asine nazivali Drpopsomi jer su verovali da su poreklom iz Driopa (po njihovom mišljenju, sina Apolona). Pratpostavlja se da su oni prvobitno živeli u blizini Parnassusa, da bi nakon poraza u bitci s Heraklom, doplovili brodovima na Peloponez i odatle poslali apel za pomoć kralju Euristeju (koji je mrzeo Herkulesa), i koji im je odobrio da borave u Asinou Argolide.

I Pausanija i Strabo u svojim delima spominjanju Asini u Ilijadi, u kojoj su naveli popis gradova koji su obezbeđivali brodove za Trojansku kampanju.
Početkom 8. veka p. n. e. stanovnici Asinija pridružili su se kampanji spartanskog kralja Nikandera u Argolisu. Zajedno sa njim opustošili su zemlje Argosa. Nakon što su se Spartanci vratili kući, Argive su zajedno sa svojim kraljem Eratom opkolili Asini. Stanovnici Asinija su se hrabro branili, ali nakon što su Argivi zauzeli zid tvrđave, stanovnici Asinia su ukrcali svoje žene i decu na brodove i napustili grad, krećući se prema spartanskim posedima.
Spartanci su prognanicima ustupili zemlju za naseljavanje u Mesiniji. Tada je osnovan novi grad sa istim imenom - Asini (sada - Koroni), o tome govoriovaj citat Pausaniasa:
  Opustošeni grad su stanovnici potpuno napustili oko 400 godina (do 300. godine p. n. e.).
U helenističko doba grad je ponovo naseljen i tada ponovo doživljava uspon, da bi u drugoj polovini 2. veka, grad stanovnici ponovo napustili i on se pretvorio u ruševinu, u kojoj je ostao vidljiv sačuvani hram Apolona, o čemu svedoči i Pausanias.
Novi bedema oko grada izgradili su Vizantinci u periodu od 6. do 7. veka i Mlečani (1690 — 1715).

## Materijalni ostaci
Na prostoru arheološkog lokaliteta Drevni Asini pronađeni su ostaci arhitekture iz ranog i srednjeg heladskog, kasnog trećeg heladskog, geometrijskog, helenističkog i rimskog doba. Među nalazima značajne su:
- dve rane heladske kuće sa apsidalnim krajevima.
- rimsko kupatilo,
- veliki rezervoar iz helenističkog ili rimskog doba,
- grobna mesta iz različitih perioda koja se sastoje od cista, pithoja, šahtova ili odsečenih grobova.

Jedna od kuća koja je važna kasno-mikenska građevina sastojala se od najmanje devet soba, od kojih je jedna imala dva postolja i kultni izrez u jednoj kovanici.
Postoje i mikenske grobnice na severoistočnoj i severnoj strani planine Barbouna. Na južnoj  strani brda iskopane su geometrijske kamene postavke, a na gornjem platou planine nađena je arhaična građevina, možda Hram Apolona Pitaja, koji spominje Pausanija.
Rani i kasni mikenijski, protogeometrijski i geometrijski ostaci i grobnice srednjeg helejskog, protogeometrijskog i arhaičnog datuma pronađeni su u nedavnim iskopinama u polju jugoistočno od akropole. Rani mikenski i geometrijski zidovi kuća takođe su otkriveni na najnižoj padini planine. Barbouna, upravo nasuprot akropole. Na istoj padini pronađeni su i tragovi groblja srednjeg heladskog perioda.
Glavni artefakti sa ovog lokaliteta se nalaze u muzeju u Nafplionu, u Upsali i u Muzeju mediteranskih starina u Stokholmu.
- Figura femminile micenea
- Vaso da Dendra
- Vaso dell'VIII sec a.C.
- Panoplia di Dendra

## Literatura
- J. G. Frazer, Paus. Des. Gr. V (1898) 601ff
- A. W. Persson, „Recherches préliminaires en vue de fouilles suédoises,” BLund (1920-21) 17ff
- A. W. Persson,  Aperçu provisoire des résultats obtenus au cours des fouilles d'Asiné faites en 1922, BLund (1922-23) 25ff
- O. Frödin & Persson, Rapport préliminaire sur les fouilles d'Asiné 1922-1924, BLund (1924-1925) 23ff
- Persson, Asine (1931); Frödin & Persson, Asine: Results of the Swedish Excavations 1922-1930 (1938)MPI
- R. L. Scranton, Greek Walls (1941); N. Valmin, Vid vinrött hav, 2d rev. ed. (1953) 11-25
- R. Hägg, Geometrische Gräber von Asine,  Opus. Athen. 6 (1965) 116ff
- C. G. Styrenius & A. Vidén,  New Excavations at Asine,  AAA 4 (1971) 147-148
- S. Dietz, Kistegrave fin en første graesk storhedstid—en foreløbig meddelelse fra udgravningerne i Asine,  Fra Nationalmuseets arbejdsmark (1971) 57-70
- I. & R. Hägg,  Excavations in the Barbouna Area at Asine, 1,  Boreas 4.1 (1973) with bibliography on pp. 14–15; R. Hägg, “Die Gräber der Argolis, 1. Lage und Form der Gräber,” Boreas 7.1 (1974) 47-56.
- Diod. Sic. 4.37.2;
- Herodian 1. 333L;
- Nic. Dam. 38 (FHG 3.376).

## Spoljašnje veze
Mediji vezani za članak Drevni Asini na Vikimedijinoj ostavi

- Asine, Argolid, Greece. — The Princeton Encyclopedia of Classical Sites (jezik: engleski)